# Puente Bella Unión
El puente Bella Unión es un puente ubicado en la ciudad de Lima, capital del Perú. Cruza el río Rímac conectando los distritos de Lima y San Martín de Porres. Se constituye como uno de los principales enlaces entre Lima Norte y la zona central de la ciudad. Forma parte del trazado de la avenida Universitaria.

## Historia

### Colapso del Puente Bella Unión
El 23 de febrero de 2013, el puente Bella Unión sufrió un daño estructural debido al incremento del cauce del río Rímac, por lo que se cerró temporalmente el tránsito vehicular. En agosto de 2013, se colocó un puente provisional de un solo carril.

### Construcción del nuevo Puente Bella Unión
El 1 de enero de 2015, el alcalde de Lima anunció que la construcción se iniciaría en el mes de marzo, la cual contaría con 6 carriles, 2 ciclovías y veredas. El regidor de Solidaridad Nacional, Alfredo Saavedra, anunció que los expedientes de la obra se terminará en mayo de 2015.
El 13 de julio de 2015, se inició la construcción del puente que demorará 18 meses. El gerente de Mantenimiento de Emape anunció que el puente estará culminado en diciembre de 2016. La construcción iniciaría entre marzo y abril de 2016.
Desde julio la construcción está paralizada y se reiniciaron las obras el 26 de septiembre de 2016.
La construcción del puente forma parte del proyecto vial Línea Amarilla a cargo, desde 2015, de Lamsac.
La construcción está a cargo de Graña y Montero.
En el 2017 se reabrió el puente con restricciones de horario.

#### Conflicto con el MEF
El alcalde de Lima anunció que la construcción se iniciarían en junio, justificó el retraso debido al cumplimiento de trámites ante el Ministerio de Economía y Finanzas. El 23 de junio, la municipalidad advirtió sobre el posible colapso del puente y acusó de no concluir la revisión del documento al MEF. Sin embargo, el MEF desmintió el comunicado informando que el 25 de mayo, la MML envió la opinión favorable para la ejecución del puente; el 28 de mayo, el MEF respondió y pidió información; el 12 de junio, la municipalidad brindó la información sin embargo el 22 de junio pidió la anulación de la información para emitir uno nuevo.

#### Conflicto con SEDAPAL
La Municipalidad de Lima acusó a Sedapal de interrumpir en la zona de obras y "evitar" realizar los trabajos complementarios del puente Bella Unión de la red de desagüe y saneamiento.
Por su parte, el gerente general de Sedapal aseguró que la conexión tubería está construida sobre un relleno sanitario. Asimismo, Sedapal anunció que denunciaría a Lima por impedir supervisión de las conexiones. En un comunicado de la municipalidad acusó de no aprobar la readecuación de la tubería y advirtió que "la empresa está exigiendo una fianza de un millón de dólares y una garantía de siete años solo por la tubería provisional". En respuesta, el representante de Sedapal respondió que recién fueron entrega del expediente por lo que está siendo revisado.
Por parte de la fiscalía pidió la continuación del proyecto. La comuna comunicó que la instalación cumplió con los requisitos luego de la inspección del fiscal. El vocero de Emape acusó a Sedapal de mentir y que "sea ilegal pues dieron el permiso cuando presentaron el primer expediente". En respuesta, el representante de Sedapal respondió que las intervenciones no ha detenido los trabajos asimismo que la tubería es clandestina.

#### Presupuesto y cronograma
| Fuente                                      | Costo         |
| ------------------------------------------- | ------------- |
| Adenda N° 2 (Línea Amarilla)                | $ 41.910,610  |
| Proyecto de inversión pública (SNIP 287856) | S/.58.839,648 |

| Fuente              | Fecha                             |
| ------------------- | --------------------------------- |
| Presidente de Emape | Diciembre del 2016                |
| Alcalde de Lima     | Primeros meses del 2017           |
| Presidente de Emape | "Poco probable" (inicios de 2017) |